# Las jaulas del alma (historia)
Las jaulas del alma es un cuento de hadas inventado por Thomas Keightley, publicado originalmente como una parte del cuento popular irlandés original de T. Crofton Croker Las leyendas y tradiciones de las hadas del sur de Irlanda (1825–28) . Cuenta como un (merman) macho de sirena invita a un pescador local a su hogar submarino. Las "jaulas del alma" en el título se refiere a la colección de almas humanas que el personaje tenía en su casa. 
El cuento se desarrolla en Dunbeg Bay (Doonbeg), Condado de Clare. Jack Dogherty era un pescador que también rebuscaba ocasionalmente productos por la playa. Ansiaba encontrarse con una sirena, como lo habían hecho antes su padre y su abuelo. Finalmente, pudo vislumbrar la sirena, luego descubrió que podía observar regularmente a la criatura en la roca de las Sirenas en los días ventosos. Un día fue a buscar refugio en una cueva y se encontró cara a cara con un señor, que se hacía llamar Coomara (que significa "perro marino". Tenía el cabello y los dientes verdes, nariz roja, patas escamosas, cola de pez y brazos rechonchos. Hablaron largamente acerca de sus habilidades para beber alcohol y de sus bodegas, y cómo los dos recogían en la playa botellas de naufragios. 
Coomara organizó una reunión una semana más tarde y llegó con dos sombreros.  El segundo sombrero era para que lo usara Jack, ya que le otorgaba al usuario el poder de sumergirse en el océano, y Coo tenía la intención de invitar a Jack a su hogar submarino. El merman hizo que Jack agarrara su cola de pez mientras se sumergía en las profundidades. El merman entretuvo a su invitado en su choza, que estaba seca por dentro y con el fuego encendido, aunque los muebles eran toscos. La comida de marisco fue magnífica y disfrutaron de la excelente colección de licores. Luego se le mostró a Jack una colección de jaulas (muy parecidas a las trampas para  langostas) que, según reveló Coomara, contenía las almas de los marineros ahogados. Coomara no quería hacer daño, y pensaba que rescataba a las almas del agua fría a un lugar seco. Pero Jack estaba horrorizado y resolvió liberar las almas. 
Jack arrojó una roca al mar para convocar a Coomara, porque esa había sido la señal que acordaron. Jack había persuadido a su esposa Biddy para que saliera de la casa y fuera a hacer un encargo religioso, y en ese momento estaba invitando a Coomara a su casa. Jack también le ofreció bebidas espirituosas de su bodega, y planeaba emborrachar al merman mientras él se escabullía con el sombrero y rescataba las almas.   
El primer día no tuvo éxito porque el mismo Jack se emborrachó olvidando que no tenía la frialdad del mar sobre su cabeza como cuando estaba bebiendo bajo el mar. Al día siguiente, le ofreció al merman el potente poitín que obtuvo de su cuñado y echó agua en su propia bebida. Jack logró liberar algunas almas, pero su esposa regresó antes de que lo hiciera y vio al merman.  Jack le contó a su esposa su historia y fue perdonado por la buena acción. 
El merman parecía no darse cuenta de que las almas habían desaparecido. Él y Jack se encontraron muchas veces después de lo que había ocurrido y Jack continuó liberando almas.  Pero un día, el hombre no respondió a la señal de la roca arrojada al mar, y ya no fue visto nunca. 

## Antecedentes
Keightley fue uno de los coleccionistas de cuentos de Croker, pero nunca se le tuvo en cuenta este servicio. Keightley posteriormente volvió a publicar "Jaula de almas" en su propia obra, The Fairy Mythology (1828), y en una edición posterior, admitió que esta pieza no era un cuento del folclore auténticamente recopilado, sino un cuento que inventó, basado en la leyenda alemana de "El campesino y el merman ". El cuento alemán era uno de los que formaban Deutsche Sagen, el no. 25, "Der Wassermann und der Bauer" de los hermanos Grimm, y Croker y Keightley hicieron una traducción de este. 
Aunque algunos comentaristas presentan esto como un "engaño" perpetrado por Keightley contra Croker, Grimm y el resto, en una carta que Keightley escribió a Wilhelm Grimm (fechada el 1 de enero de 1829), sostuvo que la invención de esta historia fue de Croker. La idea y el cuento "las Jaulas del alma" que se publicó no se mantuvo intacto como Keightley lo había escrito, sino que Croker le había hecho ciertas modificaciones.
La cuestión de la autenticidad del cuento se complica por el hecho de que Keightley afirmó haber encontrado fuentes después, en las costas de Cork y en la compañía Wicklow  quienes conocían la historia tal como la había escrito Keightley, excepto que las almas se guardaban en "cosas como macetas".   
En una carta de 1829, Keightley explica que "se reunió con dos personas en diferentes partes de Irlanda que conocían bien la leyenda desde su infancia", lo que implica que la leyenda existió muchos años antes de que Keightley la inventara. 
Keightley había localizado el cuento en la bahía de Dunbeg, en el condado de Clare. Thomas Johnson Westropp, quien recopiló la creencia popular de los merman en el condado de Clare, no pudo encontrar ejemplos de este cuento cerca del escenario del cuento, ya sea en Doonbeg o en Kilkee,  pero parecía considerar este cuento como original a pesar de las reservas.
Por lo tanto, aunque fue una obra de "seudofolklore", tomando prestada la acuñación de Richard Dorson, el cuento de hadas llegó a ser considerado auténtico,  y se ha incluido en varias antologías de cuentos populares incluso después de la confesión de Keightley.